# Epitrix trichogramma
Epitrix trichogramma es una especie de insecto coleóptero de la familia Chrysomelidae. Fue descrita científicamente en 1997 por Bechyne.